# Revistă

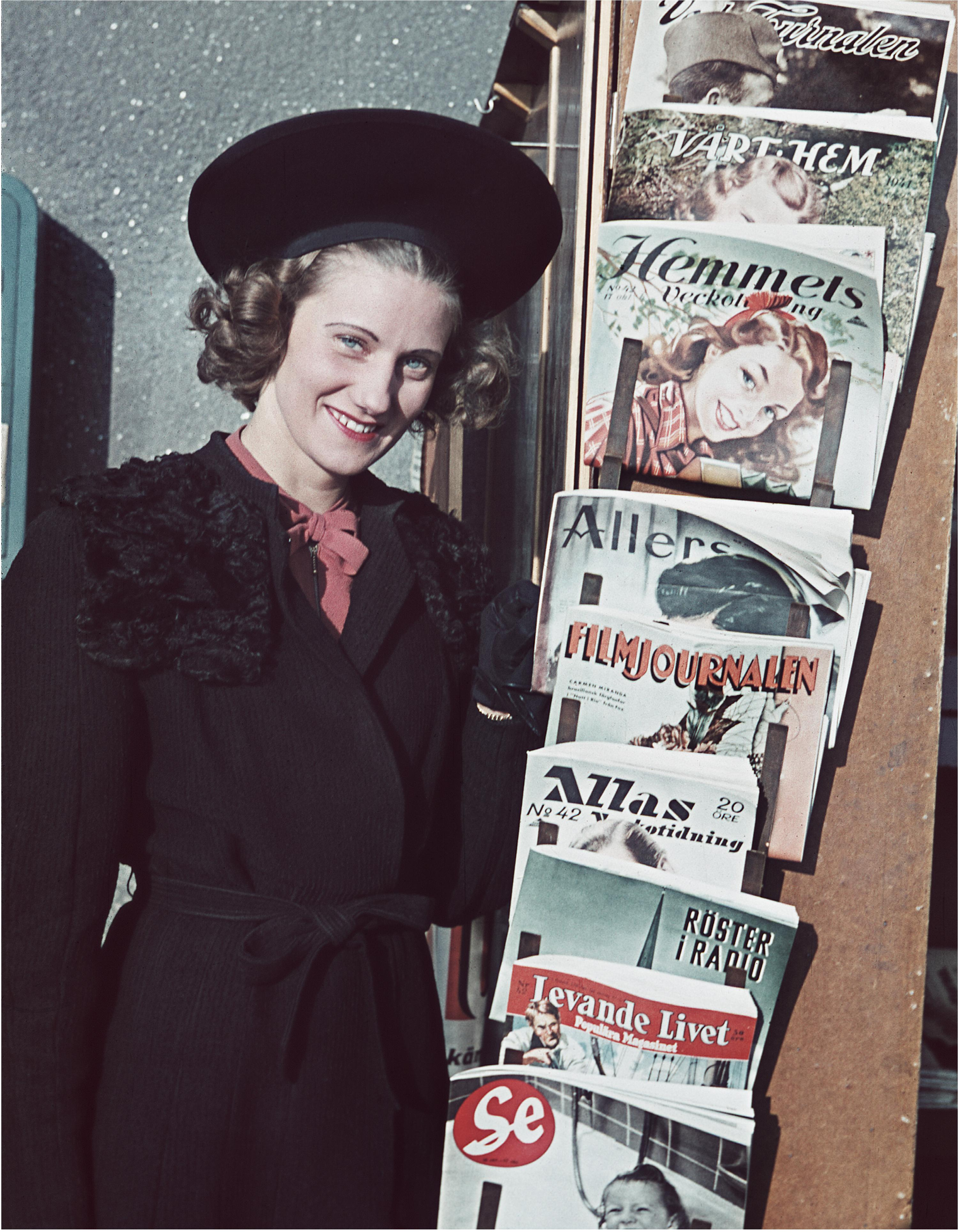
Reviste de vânzare în Suedia, 1941.

O revistă, este o publicație imprimată sau virtuală cu periodicitate regulată care conține o varietate de articole, fiind adesea ilustrată și având un număr variabil de pagini pare. În comparație cu ziarele, revistele cuprind articole, studii, dări de seamă, note din domenii variate sau dintr-o anumită specialitate, și sunt mai puțin axate pe știri privind evenimente de actualitate.

## Revista cea mai veche din România
Cea mai veche revistă din România cu apariție continuă și neîntreruptă este Revista Pădurilor. A fost fondată încă din anul 1886.

## Liste de reviste
- Listă de reviste literare din Republica Moldova
- Listă de reviste literare din România
- Listă de reviste literare din lume